# Pareidae
Pareatidae — родина неотруйних змія з надродини Colubroidea. Має 4 роди та 37 видів. Деякий час класифікувалася як підродина родини Вужевих.

## Опис
Загальна довжина представників цієї родини досягає 80 см. Голова маленька, тулуб стиснутий з боків, хвіст довгий. Щелепи короткі та сильні. Зуби довгі й вузькі, у передній частині верхньої щелепи немає зубів. Крилоподібні кістки не стикаються з нижньою щелепою. Спеціальні залози, які пов'язані з м'язами, призводить до ізоляції секреції. забарвлення коричневе, темно-сіре, оливкове, бурувате.

## Спосіб життя
Мешкають у лісистій місцині поблизу водойм. Активні вночі. Харчуються молюсками, іноді ящірками.
Це яйцекладні змії.

## Розповсюдження
Мешкають у Північно-Східній Індії, Південно-Східній Азії, Китаї, Тайвані та Японії.

## Роди
- Aplopeltura
- Asthenodipsas
- Pareas
- Xylophis